# Cosac Mamai

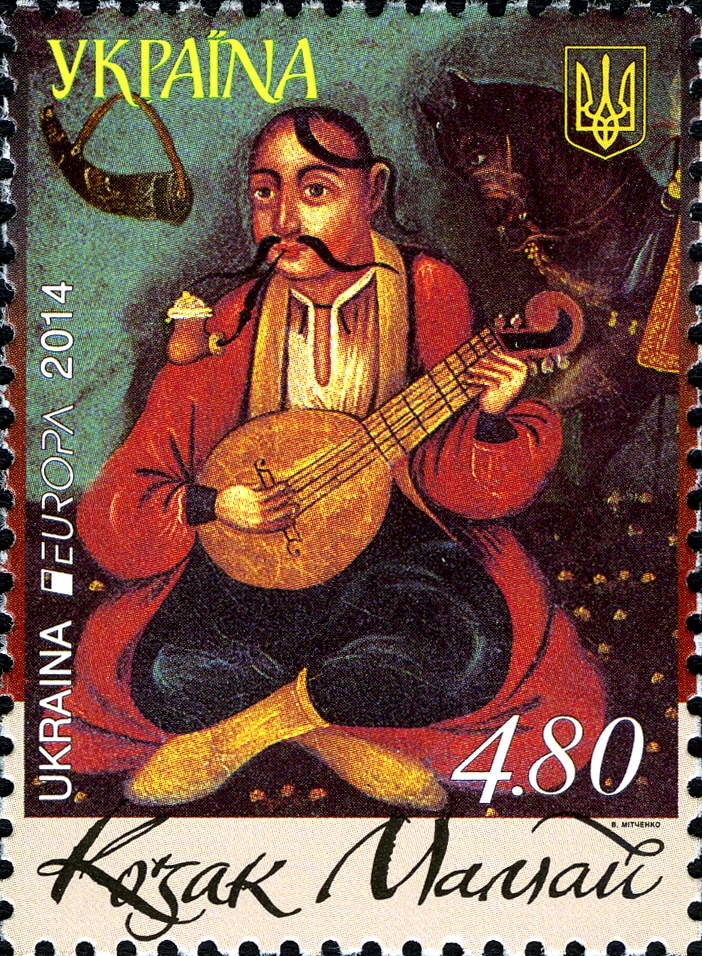
Segell ucraïnès del 2014 representant el cosac Mamai

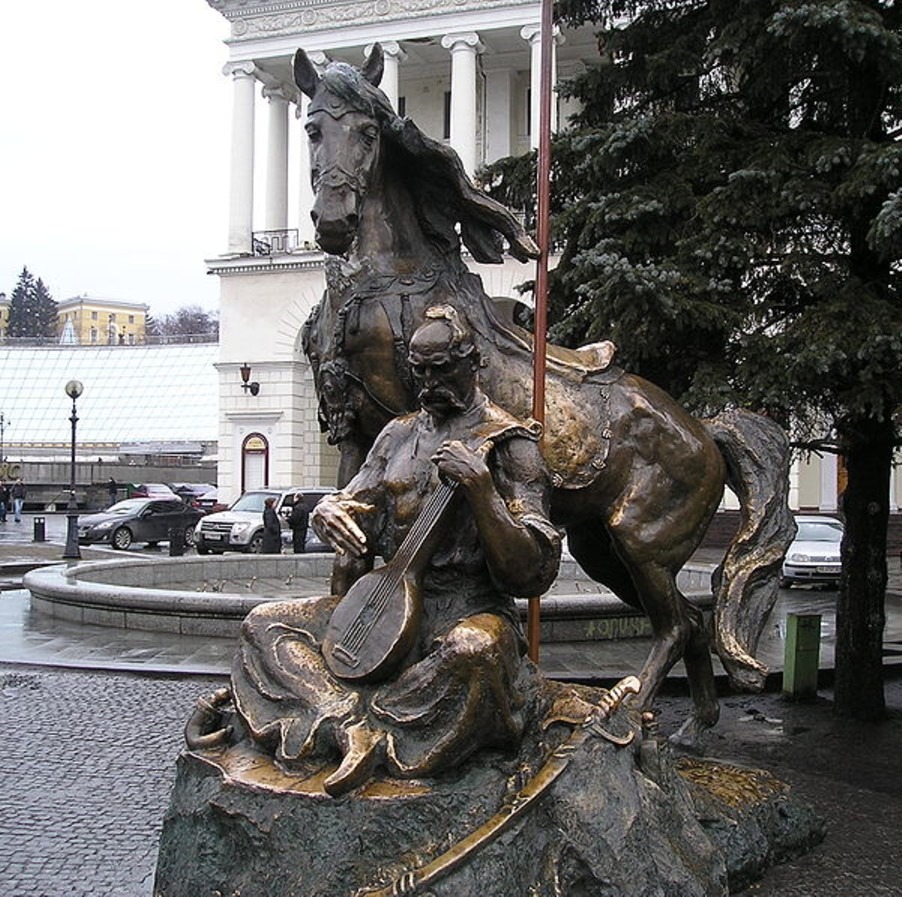
Monument al cosac Mamai a la Plaça de la Independència de Kíiv

El cosac Mamai (en ucrainès: Козак Мамай) és un dels herois més famosos del folklore d'Ucraïna. És un personatge recurrent al teatre de titelles itinerant tradicional ucraïnès, el Vertep. Apareix molt sovint en pintures populars des de l'època del barroc fins al s. XIX.
La figura del cosac Mamai és recurrent en moltes llegendes, històries populars i proverbis, les quals es van fer molt populars després de la dissolució del Zaporizhian Sich el 1775. Aquest heroi és un dels personatges més comuns de la pintura popular ucraïnesa, des de finals del segle xvii fins a l'actualitat. En els centenars de pintures supervivents, el cosac Mamai se sol mostrar amb un kobza, un instrument musical semblant a un llaüt que és el símbol de l'ànima ucraïnesa; un cavall, que representava alhora la llibertat i la fidelitat; i un roure amb les seves armes penjades que simbolitza la força del poble. Les pintures de l'època de Koliyivschyna de vegades retraten Mamai sobre el rerefons d'incidents violents que involucraven polonesos o jueus.
"Cossack-Bandurist", "Cossack-Zaporozhets", "Cossack Mamai" - tots aquests són noms de pintures del mateix tipus. Les característiques generals de la composició i la imatge principal, la seva existència durant diversos segles a les terres d'Ucraïna ens permeten considerar aquestes obres com a pintures populars tradicionals. Hi ha diverses opcions per a ells. Però en tots els casos, la base de la composició és sempre la figura d'un cosac, que s'asseu majoritàriament amb les cames creuades. Les col·leccions més grans d'aquesta obra estan conservades i exposades pel Museu Nacional d'Art d'Ucraïna, el Museu Històric de Dnipropetrovsk que porta el nom de Dmytro Yavornytskyi i el Centre Ucraïnès de Cultura Popular "Museu Ivan Honchar".

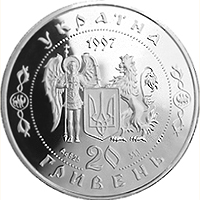
Cara de la moneda
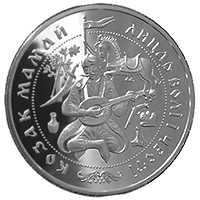
Creu de la moneda

Pel que fa a les representacions modernes del cosac, el 1997 el Banc Nacional d'Ucraïna va crear una moneda representant el personatge popular amb els seus atributs habituals, seient amb les cames creuades, fumant pipa i tocant música. La moneda pertanyia a una col·lecció anomenada els "Herois de l'Edat cosaca".
El 14 d'octubre 2001, per la vigília de la festa ortodoxa de la Intercessió de la Mare de Déu que representa el dia dels cosacs ucraïnesos, es va inaugurar 
al centre de Kíiv, a la Plaça de la Independència, l'estàtua de Mamai, que és d'ençà d'aquella època un dels elements més característics de l'indret.